# Haroldius globosus
Haroldius globosus är en skalbaggsart som beskrevs av Antoine Boucomont 1925. Haroldius globosus ingår i släktet Haroldius och familjen bladhorningar. Inga underarter finns listade i Catalogue of Life.